# تب شب یکشنبه
تب شنبه شب (به انگلیسی: Saturday Night Fever) فیلمی ۱۱۸ دقیقه‌ای به کارگردانی جان بدهام با بازی جان تراولتا است.
این فیلم اولین فیلم مهم جان تراولتا محسوب می‌شود که با فروش فوق‌العادهٔ خود در گیشه، او را یک‌شبه به یک ستاره بدل کرد.
بازی جان تراولتا‌ بسیار مورد تقدیر واقع شد و او را نامزد جایزه اسکار بهترین بازیگر نقش اول مرد کرد.
این فیلم با با استقبال بسیار خوبی از سوی مردم و منتقدان مواجه شد که همین موفقیت فیلم باعث شد در آن سال‌ها چندین فیلم موزیکال جوان پسندانه تولید و ساخته شوند.
این فیلم و نیز موسیقی متن آن، از پرفروش‌ترین‌های دنیای خود هستند.
در سال ۱۹۸۳ سیلوستر استالونه با همکاری جان تراولتا ادامه‌ای برای فیلم، با عنوان زنده ماندن ساخت که بسیار مورد انتقاد واقع شد ولی خوب فروخت.

## داستان
تونی مانرو، جوانی ایتالیایی‌تبار از محلهٔ «بی ریج» در بروکلین نیویورک است که همراه خانواده‌اش زندگی می‌کند و در یک فروشگاه ابزارآلات کار می‌کند. او برای فرار از روزمرگی زندگی، شب‌ها به کلوب شبانهٔ محلی به‌نام «۲۰۰۱ ادیسه» می‌رود؛ جایی که با رقصیدن روی صحنه، توجه و تحسینی را که در زندگی عادی ندارد، به‌دست می‌آورد و به پادشاه رقص تبدیل می‌شود.
تونی بیشتر شب‌ها را با دوستانش—جویی، دابل جی، گاس و بابی سی—در دیسکو می‌گذراند؛ آن‌ها گاهی در ماشین بابی به دنبال رابطه با دختران‌اند و گاهی روی پل «ورازانو-نارووز» بالا می‌روند. دختری از محله به‌نام «انت» به‌شدت شیفتهٔ تونی است، اما تونی از او دل‌خوشی ندارد. با این حال، می‌پذیرد که در مسابقهٔ رقص پیش‌رو با او هم‌رقص شود. اما شادی انت دیری نمی‌پاید؛ چون تونی مجذوب دختر رقصندهٔ دیگری به‌نام «استفنی مانگانو» می‌شود. استفنی در ابتدا تونی را رد می‌کند، اما سرانجام با درخواست او برای شرکت مشترک در مسابقه موافقت می‌کند.
وقتی برادر بزرگ‌تر تونی، فرانک جونیور، که همیشه مایهٔ افتخار خانواده بود، ناگهان تصمیم می‌گیرد کلیسا را ترک کند و کشیشی را رها کند، تونی احساس می‌کند دیگر «گوسفند سیاه» خانواده نیست. فرانک جونیور اعتراف می‌کند که تنها برای رضایت والدینش کشیش شده بود. او همچنین به بابی که درگیر بحران ازدواج اجباری با دوست‌دختر باردارش است، هشدار می‌دهد که پاپ به احتمال زیاد اجازهٔ سقط جنین نمی‌دهد. فرانک که تصمیم گرفته زندگی تازه‌ای آغاز کند، تونی را نیز تشویق می‌کند که دنبال خواسته‌های دل‌اش برود.
در همین زمان، گاس مورد ضرب‌وشتم قرار می‌گیرد و در بیمارستان بستری می‌شود. او به دوستانش می‌گوید که مهاجمان عضو یک باند پورتوریکویی به‌نام «باراکوداها» بوده‌اند. انت روزبه‌روز برای جلب توجه تونی درمانده‌تر می‌شود، و بابی نیز دنبال حمایت عاطفی از تونی است. تونی به استفنی کمک می‌کند تا به منهتن نقل مکان کند و هنگامی‌که از رابطهٔ گذشته‌اش با مردی متأهل باخبر می‌شود، او را دلداری می‌دهد. تونی و دوستانش تصمیم می‌گیرند از باراکوداها انتقام بگیرند و با ماشین بابی به پاتوق‌شان حمله می‌کنند، اما پس از درگیری درمی‌یابند که گاس ممکن است گروه اشتباهی را معرفی کرده باشد.
با تمرین فراوان، تونی و استفنی در مسابقه شرکت می‌کنند و پس از اجرای موفق‌شان همدیگر را می‌بوسند. آن‌ها برندهٔ جایزه اول می‌شوند، اما تونی احساس می‌کند که یک زوج پورتوریکویی بهتر رقصیده‌اند و داوری‌ها ناعادلانه بوده است؛ بنابراین، جایزه و تندیس را به آن زوج می‌دهد. پس از مسابقه، تونی سعی می‌کند در ماشین بابی به زور با استفنی رابطه برقرار کند، اما او با فریاد می‌گوید که فقط برای بردن جایزه با او همکاری کرده و از ماشین فرار می‌کند.
ساعتی بعد، دوستان تونی با انت از راه می‌رسند؛ او پذیرفته با همگی‌شان رابطه داشته باشد. تونی تلاش می‌کند او را از این کار باز دارد، اما دابل جی و جویی جلویش را می‌گیرند و همگی به پل می‌روند. در ماشین، جویی انت را مورد تجاوز قرار می‌دهد و دابل جی هم همین کار را تکرار می‌کند، در حالی‌که تونی و بابی ناراحت و ساکت‌اند. سپس مانند همیشه به‌سمت سیم‌های پل می‌روند. بابی که رفتارهای ناپایدار و بی‌پروا دارد، حتی خطرناک‌تر از قبل عمل می‌کند. تونی سعی می‌کند او را آرام کند، اما ناامیدی بابی و دلخوری‌اش از تونی که به تماس‌هایش پاسخ نداده بود، به انفجار احساسات منجر می‌شود و سرانجام بابی سقوط می‌کند و می‌میرد.
پس از حضور پلیس، تونی با نفرت از دوستانش، آن‌ها را رها می‌کند و سوار مترویی پر از نقاشی‌های دیواری به‌سوی منهتن می‌رود. صبح روز بعد، جلوی آپارتمان استفنی ظاهر می‌شود و بابت رفتارش عذرخواهی می‌کند. او قصد دارد به منهتن نقل مکان کرده و زندگی تازه‌ای آغاز کند. استفنی او را می‌بخشد و اعتراف می‌کند که به‌خاطر احترام و حمایت اخلاقی‌اش با او رقصیده است. آن‌ها تصمیم می‌گیرند رابطه‌شان را با دوستی ادامه دهند.